# The Lady in Red
«The Lady in Red» (в переводе с англ. — «Леди в красном») — песня ирландского певца и автора песен Криса де Бурга, второй сингл с его восьмого студийного альбома Into the Light.

## О песне
Песня была написана де Бургом о его жене Диане, хотя в песне об этом прямо не указывается, и была выпущена в составе альбома Into the Light. В документальном сериале This Is Your Life де Бург заявил, что песня была вдохновлена памятью о том, как он впервые увидел Диану и мыслями о том, что мужчины зачастую не могут даже вспомнить, во что их жёны были одеты в момент первой встречи. Финальные слова песни — признание в любви.

## Музыкальный видеоклип
Видеоклип на «The Lady in Red» был снят режиссёром Питером Липпменом и представляет собой нарезку видео исполнения де Бургом песни в студии или в концертном зале, с анимацией в стиле обложки альбома в начале клипа и обложки сингла в конце. В клипе присутствует героиня — женщина, одетая помимо прочего, в красное, согласно тексту песни.

## В поп-культуре
В фильме 1988 года «Деловая девушка» режиссёра Майка Николса под «The Lady in Red» главная героиня (Мелани Гриффит) танцует со своим бывшим бойфрендом (Алек Болдуин).
Песня кратко представлена в сцене из фильма «Американский психопат» 2000 года, где главный герой Патрик Бейтман слушает песню, находясь в своем офисе.

## Список композиций
- «The Lady In Red» — 4:15[5]
- «Borderline» — 4:32[5]

| Чарт (1986—87)                     | Позиция |
| ---------------------------------- | ------- |
| Australia (Kent Music Report)      | 2       |
| Австрия (Ö3 Austria Top 40)        | 7       |
| Бельгия/Фландрия (Ultratop 50)     | 1       |
| Belgium (VRT Top 30 Flanders)      | 1       |
| Adult Contemporary (RPM)           | 5       |
| Top Singles (RPM)                  | 1       |
| Finland (Suomen virallinen lista)  | 6       |
| France (IFOP)                      | 67      |
| Германия (GfK)                     | 5       |
| Ирландия (IRMA)                    | 1       |
| Нидерланды (Dutch Top 40)          | 6       |
| Нидерланды (Single Top 100)        | 4       |
| Новая Зеландия (Recorded Music NZ) | 6       |
| Норвегия (VG-lista)                | 1       |
| Poland (LP3)                       | 1       |
| South Africa (Springbok Radio)     | 1       |
| Spain (AFYVE)                      | 4       |
| Швеция (Sverigetopplistan)         | 3       |
| Швейцария (Schweizer Hitparade)    | 18      |
| Великобритания (OCC UK Singles)    | 1       |
| США (Billboard Adult Contemporary) | 2       |
| США (Billboard Hot 100)            | 3       |
| US Cash Box                        | 2       |

| Чарт (1986)                    | Позиция |
| ------------------------------ | ------- |
| Australia (Kent Music Report)  | 24      |
| Belgium (Ultratop 50 Flanders) | 12      |
| Canada (RPM Top 100 Singles)   | 3       |
| Netherlands (Dutch Top 40)     | 32      |
| Netherlands (Single Top 100)   | 28      |
| Чарт (1987)                    | Позиция |
| Australia (Kent Music Report)  | 72      |
| Canada (RPM Top 100 Singles)   | 70      |
| South Africa (Springbok Radio) | 1       |
| US Billboard Hot 100           | 21      |
| US Cash Box                    | 25      |

## Разное
- В 1987 году де Бург выпустил испаноязычную версию песни, получившую название «La Dama de Ayer» (с исп. — «Дама из вчера»). Песня вышла в Испании на 7-дюймовой грампластинке[37].